# Latmos
El Latmos (grec antic: Λάτμος; en turc Beşparmak Dağı) és una muntanya al límit entre Cària i Jònia. Al seu peu, a la part de l'oest tenia la ciutat d'Heraclea del Latmos, o simplement Latmos. A tocar hi ha el golf Làtmic, on desemboca el riu Meandre; la muntanya s'alça a la seva capçalera en direcció nord-oest.
Antigament es considerava una derivació dels Albans o Albacs. Homer esmenta la muntanya dels ftiris, prop de Milet, que probablement era el Latmos. A la mitologia fou el lloc on Àrtemis va fer un petó a Endimió mentre dormia, i més tard se li va bastur santuari dedicat i la seva suposada tomba es mostrava en una cova.